# Ryūji Saitō (futbolista nacido en 1993)
Ryūji Saitō (才藤 龍治 Saitō Ryūji?, nacido el 12 de marzo de 1993 en Tokio) es un futbolista japonés que se desempeña como delantero.

## Trayectoria

### Clubes
| Club            | País  | Año               |
| --------------- | ----- | ----------------- |
| FC Ryukyu       | Japón | 2015 - 2017       |
| Kataller Toyama | Japón | 2018 - 2019       |
| SC Sagamihara   | Japón | 2020              |
| Blaublitz Akita | Japón | 2021 - Actualidad |

## Estadística de carrera

### J. League
| Club      | Año   | J. League | J. League | Copa J. League | Copa J. League | Total | Total |
| Club      | Año   | Part.     | Goles     | Part.          | Goles          | Part. | Goles |
| --------- | ----- | --------- | --------- | -------------- | -------------- | ----- | ----- |
| FC Ryukyu | 2015  | 27        | 3         | -              | -              | 27    | 3     |
| FC Ryukyu | 2016  | 22        | 4         | -              | -              | 22    | 4     |
| FC Ryukyu | 2017  | 31        | 1         | -              | -              | 31    | 1     |
| Total     | Total | 80        | 8         | 0              | 0              | 80    | 8     |